# یواس‌اس گوینور (اس‌پی-۵۱۲)
یواس‌اس گوینور (اس‌پی-۵۱۲) (به انگلیسی: USS Guinevere (SP-512)) یک کشتی بود که طول آن ۱۹۷ فوت ۶ اینچ (۶۰٫۲۰ متر) بود. این کشتی در سال ۱۹۰۸ ساخته شد.